# 7Zuma7
7Zuma7 war eine niederländische Stoner-Rock-Band aus Eindhoven.

## Bandgeschichte
Die Band wurde 1996 in Eindhoven unter dem Namen Nymphoid Barbarians from Dinosaur Hell (nach dem gleichnamigen Film) gegründet, kurz darauf umbenannt und spielte 1996 und 1998 auf dem Dynamo Open Air. Unter anderem traten sie 1997 in Groningen auf dem Noorderslag-Festival und 1999 auch auf dem Rock Herk-Festival in Herk-de-Stad auf. Nach vier Jahren löste sich 7Zuma7 im Jahr 2000 auf, nachdem zuletzt Ende April Frontmann Jerry van Eyck die Band verließ. Nach Bewertung des Musikmagazins vampster hatte sich die Band seit dem Austritt des ersten Bassisten Nick Sanders nie wieder richtig stabilisiert. Der Rest der Band trat unter neuem Namen weiterhin auf.
2011 gab die Band dann doch noch ein Konzert. Dieser einzige Auftritt fand im Effenaar in Eindhoven statt.

## Diskografie
Alben:
- 1999: Deep Inside (Suburban Records)

- 2000: Neuauflage bei Drunken Maria Records
- 2011: remastered bei Suburban Records

EPs:
- 1998: 7Zuma7 (Drunken Maria Records)

Kompilationsbeiträge:
- 1997: An instant Cool auf Nieuw Nederlands Peil 6 (Noorderslag) (Conamus)
- 1997: Blue T.S. und Hot Stuff auf Bijna Boven! Vol. 3 (Stichting Brabant Pop)
- 1998: Blue T.S. auf Stoned (R)Evolution – the ultimate Trip (Drunken Maria Records / Rough Trade)
- 1999: At a Time auf Rock Sound Volume 6 (Rock Sound)
- 1999: Heroin Chic auf Rock Herk Covered Vol. 99 (KK Records / Rock Sound)
- 1999: Over & Over & Over auf Dynamit Vol. 17 (Rock Hard)
- 1999: Over & Over & Over auf Sleazy Listening – The Major League of Sleaze and Stonerrock (Suburban Records)
- 1999: Velvet Slide auf Dutch Rock 99 (Conamus / Nationaal Pop Instituut)
- 2000: Afternoon Shooter auf Eindhoven Rockcity! (Drunken Maria Records)
- 2000: Over & Over & Over auf Dutch Pop + Rock 2000 (Conamus / Nationaal Pop Instituut)
- 2000: Velvet Slide auf Wilde Mossels – Original Score and Soundtrack Songs (Idol Records; Soundtrack zum Film)
- 2001: Over & Over & Over auf It's only Rock ’n’ Roll (Suburban Records)
- 2007: Shotgun auf … and back to Earth again – Ten Years of MeteorCity (MeteorCity)